# Arlette Schneiders
Arlette Schneiders es una arquitecta luxemburguesa. Creó su propio estudio de arquitectura en Luxemburgo y ganó numerosos concursos para la realización de edificios en su país.

## Biografía
Inspirada en las obras de Frank Lloyd Wright, Schneiders estudió arquitectura en el Instituto Sant-Luc de Bruselas, y se graduó con 25 años. Inició su carrera con la práctica con Théo Worre en Luxemburgo. Dos años más tarde, decidió continuar sus estudios en Roma donde estuvo cuatro años estudiando restauración de edificios antiguos. A su regreso a Luxemburgo, decidió trabajar con Claude Schmitz pero se frustró por las dificultades que encontró al completar sus proyectos ya que a finales de los años 80 la arquitectura era todavía un oficio "mayoritario" realizado por hombres. Como resultado, decidió crear su propio negocio, siendo la primera mujer arquitecta de Luxemburgo.
Después de un número bastante pequeño de encargos, ganó un campeonato de diseño de alojamiento social que la animó a participar en una competencia europea en el año 1997. El comité de selección le otorgó su primer premio con un encargo para llevar a cabo el trabajo de renovación del Mercado del Pescado de Ciudad de Luxemburgo. Su éxito añadiendo características modernas a un grupo de casas viejas, hizo que ganara el Premio de Arquitectura de Luxemburgo en 2004. Diseñó varios edificios administrativos incluyendo el de la «Plaza» en el centro de la ciudad, el E- Building en Munsbach, y dos edificios grandes en Kirchberg, el «Unico» (12,000 m²) y el «Axento» (18.500 m²). En 2011 ganó un concurso para diseñar un edificio. incluso mayor que los anteriores, en la misma área, que requería una combinación de espacio para oficinas y tiendas.

## Obras
Las grandes obras de Arlette Scheneiders incluyen:
- Fondos de Edificio de Indemnización, Kirchberg, Luxemburgo: Premio de Arquitectura de Luxemburgo, en colaboración con KCAP, mayo de 2010, cuatro volúmenes, 22.300 m².[3]
- Edificio Axento, Kirchberg, Ciudad de Luxemburgo: edificio administrativo y comercial de dos volúmenes, 12.200 m², hormigón y aluminio pintado de bronce, lo completó en el 2009.[4]
- Edificio administrativo Único, Kirchberg, Ciudad de Luxemburgo: 8.928 m², piedra natural, con alguna parte de madera en la fachada, lo completó en el 2007.[4]
- Renovación del «Ilot B», calle du Palais de Justice, Ciudad de Luxemburgo: 5,000 m², lo completó en el 2004.[4]
- Edificio administrativo Plaza, Bulevar Gran Duquesa Charlotte, Ciudad de Luxemburgo: 4.850 m², lo completó en el 2004.[4]
- Escuela primaria, Eich-Mühlenbach, Luxemburgo: 26,000 m², 14 aulas, más espacio para deportes y habitaciones subsidiarias, acabados de granito en la fachada, lo completó en el 2003.[4]